# Дрэгэнешти-Олт
Дрэгэнешти-Олт (рум. Drăgănești-Olt) — город в Румынии в составе жудеца Олт.

## История
Впервые упоминается в документе 1526 года. 
Долгое время это была обычная сельская местность. Статус города коммуна Дрэгэнешти-Олт получила в 1968 году.